# Kamerunbusktörnskata
Kamerunbusktörnskata (Laniarius poensis) är en fågel i familjen busktörnskator inom ordningen tättingar.

## Utbredning och systematik
Kamerunbusktörnskatan delas in i två underarter:
- L. p. camerunensis – förekommer i Kamerun och Nigeria
- L. p. poensis – förekommer på Bioko (i Guineabukten)

Albertinebusktörnskatan (L. holomelas) behandlades tidigare som underart till kamerunbusktörnskatan, då med namnet bergbusktörnskata.

## Status
IUCN kategoriserar arten som livskraftig.